# Vochtlievend vlieskelkje
Het vochtlievend vlieskelkje (Hymenoscyphus kathiae) is een schimmel behorend tot de familie Helotiaceae. Het leeft saprotroof in elzenbroekbos.

## Kenmerken
Vruchtlichamen
De apothecia bestaande uit een beker en een steel met een totale hoogte van maximaal 1,5 mm. De beker heeft een diameter van 1,2 tot 1,5 mm. Het binnenoppervlak van de beker is aanvankelijk ivoorkleurig en wordt vervolgens geleidelijk donkerder - grijsgeel tot mosterdgeel. Het steriel buitenoppervlak in de excipulus heeft dezelfde kleur, zwartachtig gestippeld aan de basis. De steel is wollig, bedekt met een gelatineuze laag die zich aan de buitenkant van de beker uitstrekt tot ongeveer de helft van de hoogte en de buitenste laag van het excipulum vormt.
Microscopische kenmerken
De buitenste laag van het excipulum bestaat uit één tot vier lagen rechte tot licht gegolfde maar niet opgerolde gegelatineerde hyfen, bleek grijsblauw in Melzers reagens. De kernlaag van het excipulum bestaat uit hyaliene, op afstand van elkaar geplaatste hyfen met cellen variërend van knotsvormig tot hartvormig. Parafysen zijn onvertakt, multivesiculair, met afgeronde toppen en een diameter van circa 2 µm. De asci hebben acht sporen, soms minder of zelfs maar 1 of 2 sporen. Ze hebben afmetingen van 80-90 × 6-7,5 µm, zijn cilindrische en knotsvormige, jonge dikwandige zakjes met een sterk verdikte top, tijdens de ontwikkeling worden ze dextrinoïde, met een amyloïde opening. Ascosporen zijn gerangschikt in de asci in twee rijen, zijn ellipsvormig tot knotsvormig, soms gebogen, hyaliene, met 2-3 grote gutulae en vaak met 1 of 2 kleinere, zonder perispore, gelatineuze omhulling of aanhangsels en meten 10-16 × 3-3,5 µm.

## Verspreiding
Het vochtlievend vlieskelkje komt voor in de VS en enkele Europese landen. In Nederland komt het uiterst zeldzaam voor.

## Taxonomie
Dit taxon werd voor het eerst beschreven in 1999 door Richard Paul Korf, die het Pezoloma kathiae noemde. De huidige naam, erkend door Index Fungorum, werd er in 2005 aan gegeven door Hans-Otto Baral.

## Foto's

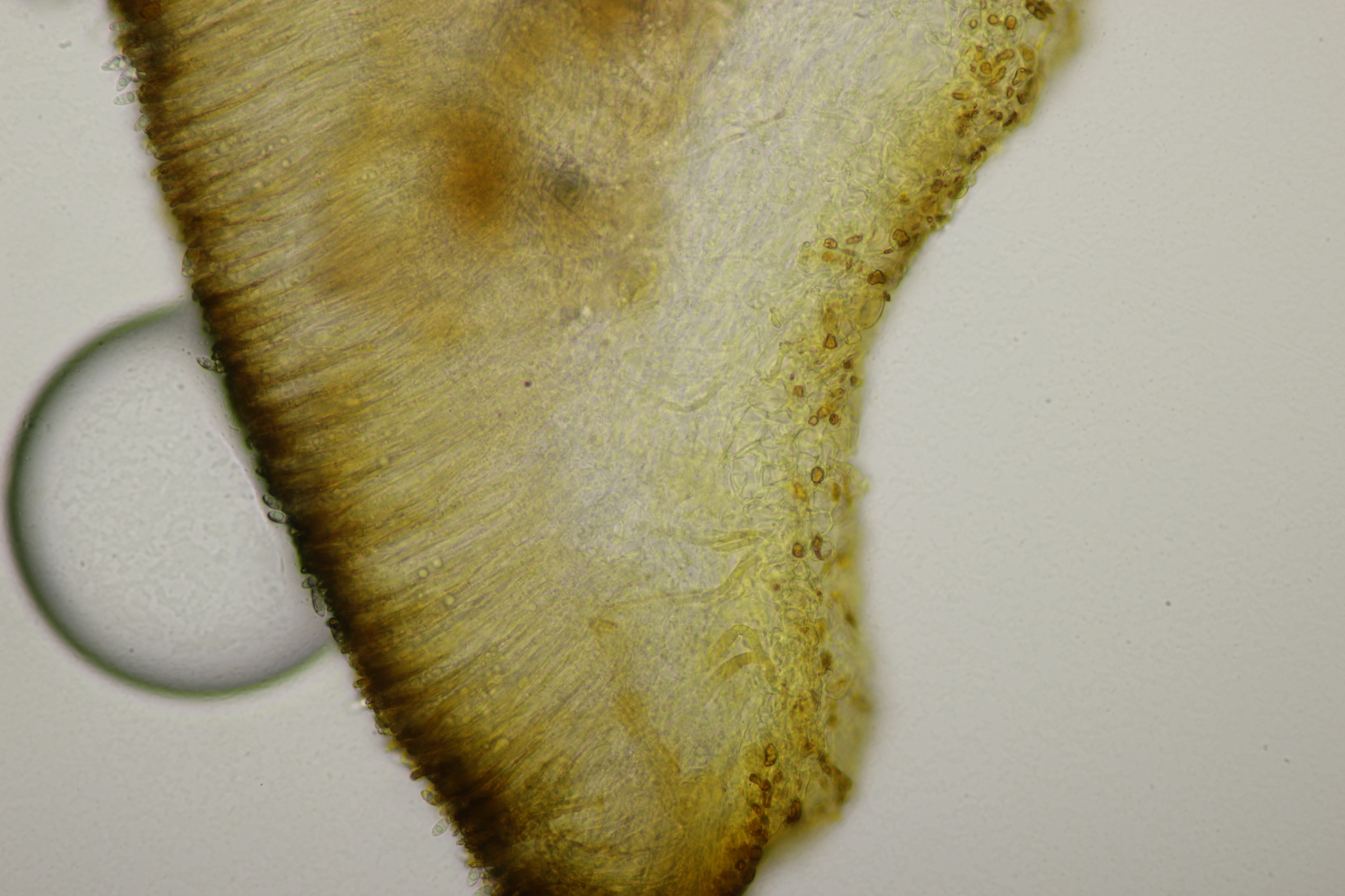
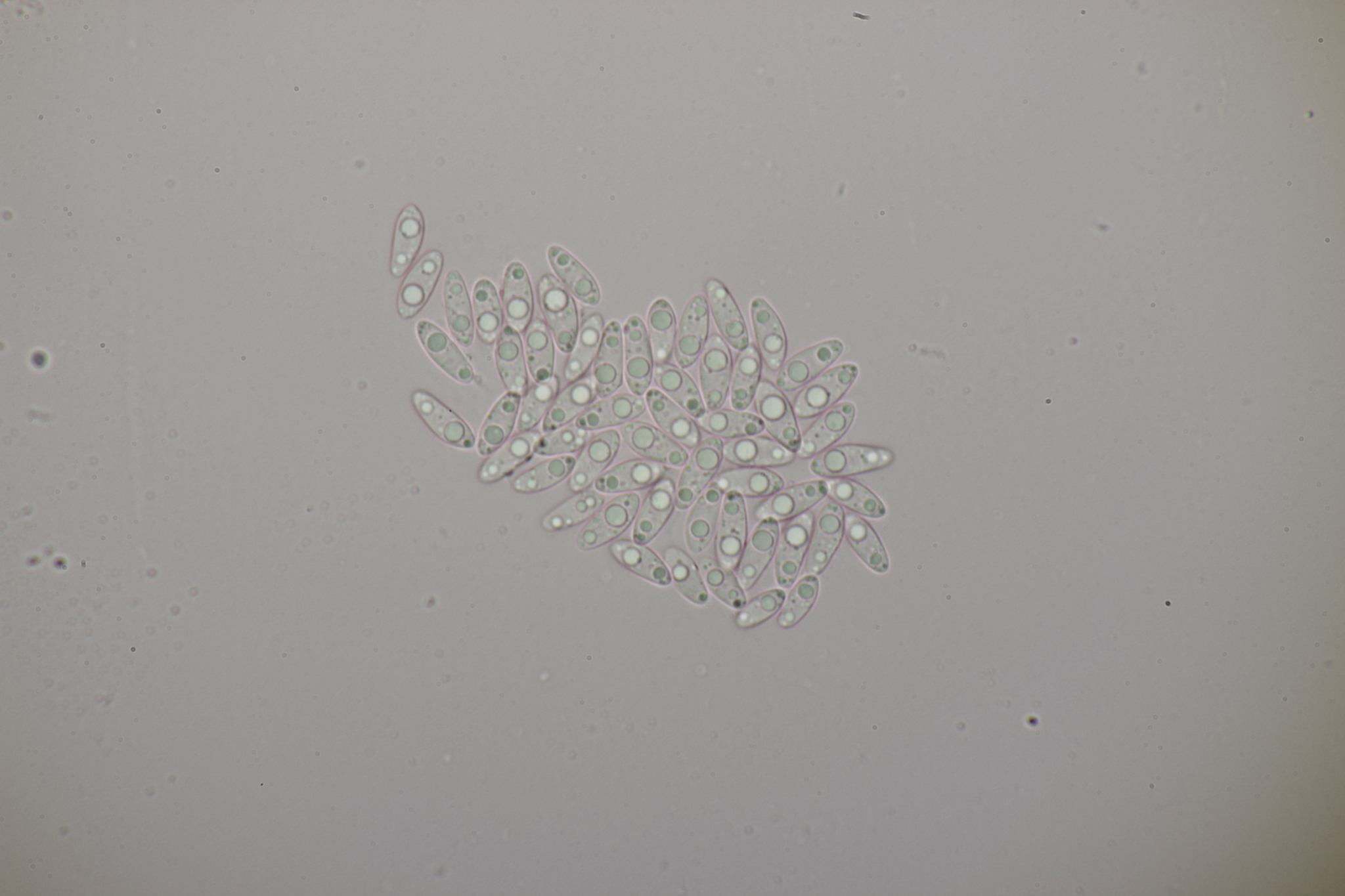
Sporen
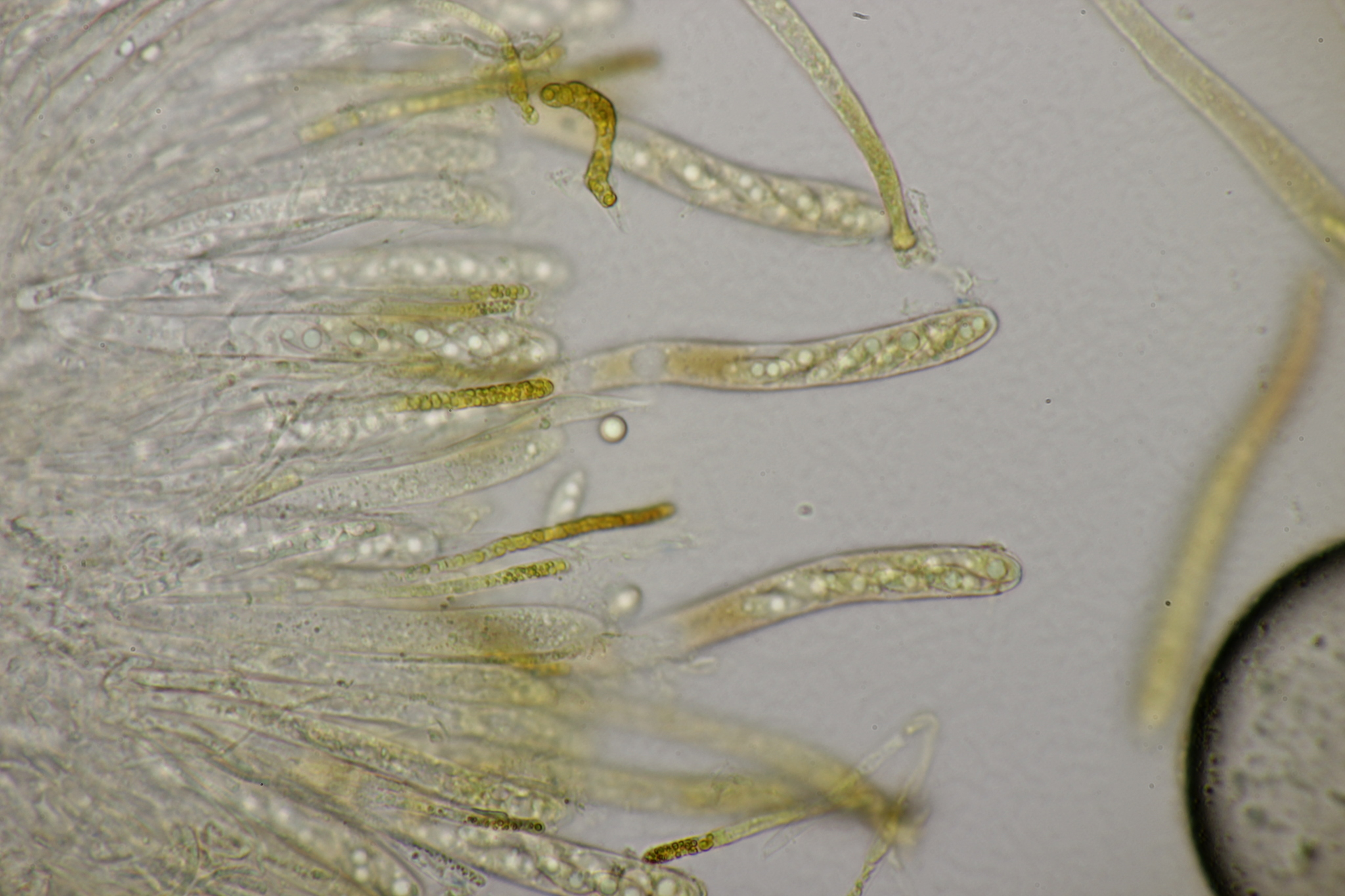
Asci en parafysen